# Jan (Abdallah)
Jan, imię świeckie John Paul Abdalah (ur. 11 marca 1954 w Bostonie) – duchowny prawosławnego Patriarchatu Antiocheńskiego, od 2011 biskup Worcester i Nowej Anglii.

## Życiorys
Święcenia kapłańskie przyjął w 1978. Miał żonę i troje dzieci, jednak w 2008 owdowiał.
Chirotonię biskupią otrzymał 11 grudnia 2011 w monasterze Balamand.